# جان گولد فلچر

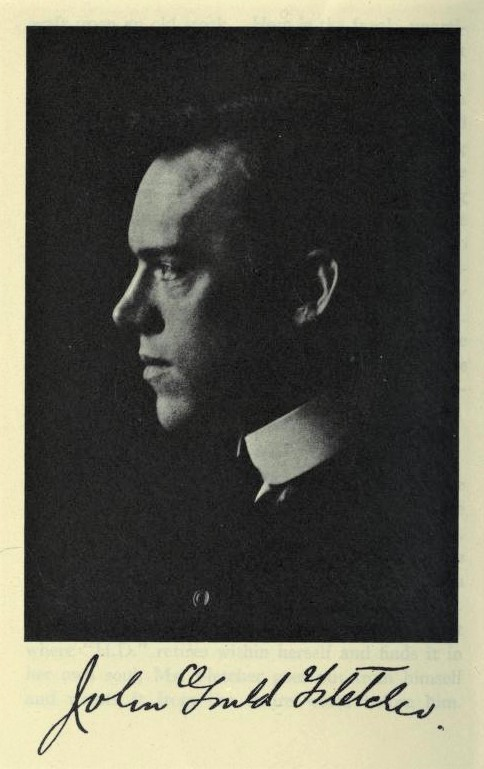

جان گولد فلچر (انگلیسی: John Gould Fletcher) شاعر و مقاله‌نویس آمریکایی در ۳ ژانویه ۱۸۸۶ در لیتل راک (آرکانزاس) متولد گردید و در ۱۰ مه ۱۹۵۰ با پریدن در برکهٔ نزدیکی منزلش در لیتل راک (آرکانزاس) خودکشی نمود وی در سال ۱۹۳۹ برنده جایزه پولیتزر برای شعر شد